# Симон Сандберг
Симон Сандберг е шведски футболист, защитник на Левски (София).

## Кариера
Сандберг започва кариерата си в шведския БК Хекен, а през лятото на 2016 г. е трансфериран в Левски, където подписва договор за 3 години, ставайки втория шведски футболист играл за „сините“ след Фредрик Рисп.  Има 4 изиграни мача за младежкия национален отбор на Швеция.